# خانواده شاهرمانیان

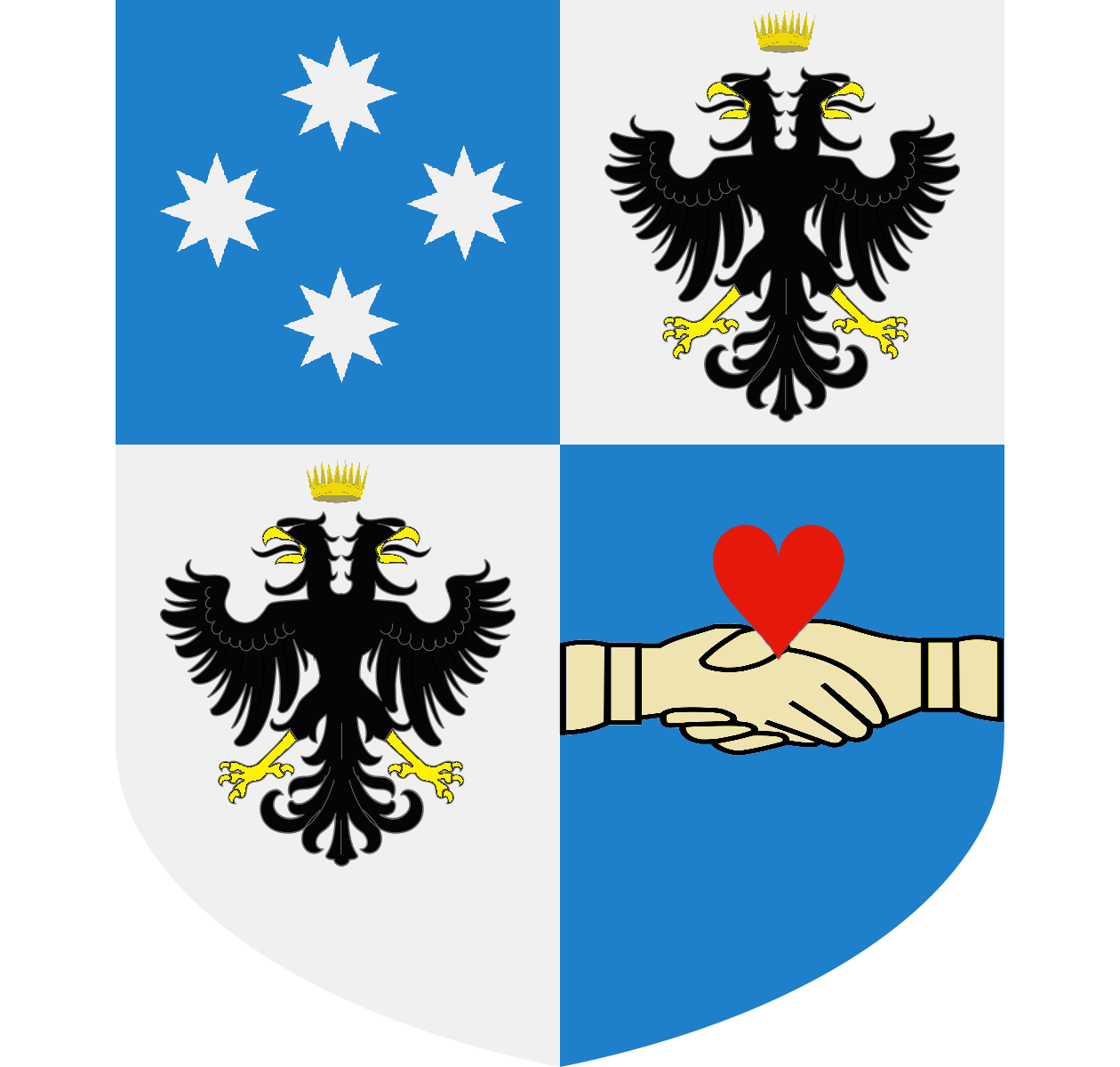
لوگوی خاندان شاهرمانیان

خانواده شاهرمانیان (انگلیسی: Sceriman family؛ Shahremanian, Shahremanean, Shahrimanian, Shehrimanian, Shariman) خانواده‌ای از تجار ثروتمند ارمنی در دورهٔ صفوی بودند. این خانوادهٔ کاتولیک مذهب ریشه در جلفای نو اصفهان داشتند و به سرعت در تمام جهان از ونیز در ایتالیا تا باگو در میانمار پخش شدند.